# لیلیان گونسالس
لیلیان گونسالس (انگلیسی: Lilian Gonçalves؛ زادهٔ ۲۵ آوریل ۱۹۷۹) بازیکن بسکتبال اهل برزیل است.